# Paris s'éveille
Pour l’article homonyme, voir Il est cinq heures, Paris s'éveille.
Pour plus de détails, voir Fiche technique et Distribution.
Paris s'éveille est un film franco-italien réalisé par Olivier Assayas et sorti en 1991.

## Synopsis
Adrien, dix-neuf ans, revient chez son père, Clément, la quarantaine. Celui-ci vit avec une jeune femme d'une vingtaine d'années, Louise, qui ambitionne de réussir à la télévision. Adrien reste quelques semaines chez eux, au cours desquelles il découvre que Louise se drogue et devient son amant. Il s'installe bientôt dans un squatt et avoue à Victor qu'il avait fui Paris après un coup.
Après s'être disputée avec Clément, à qui elle reproche de ne pas s'intéresser vraiment à elle, Louise rejoint Adrien. Ils vivent alors tant bien que mal de petits boulots divers. Louise arrête la drogue, mais Adrien lui reproche de poser pour des photos douteuses. Un jour où elle s'est disputée avec lui, elle accepte les propositions de Zablonsky, animateur télé, et passe la nuit avec lui. Le lendemain, Adrien, recherché par la police, se procure des faux papiers pour quitter la France et refuse qu'elle l'accompagne.

## Fiche technique
- Titre : Paris s'éveille
- Réalisation : Olivier Assayas
- Scénario : Olivier Assayas
- Produit par : Bruno Pésery
- Musique originale : John Cale
- Image : Denis Lenoir
- Montage : Luc Barnier
- Durée : 95 minutes
- Date de sortie: 27 novembre 1991
- Prix Jean-Vigo 1992

## Distribution
- Judith Godrèche : Louise
- Jean-Pierre Léaud : Clément
- Thomas Langmann : Adrien
- Antoine Basler : Victor
- Martin Lamotte : Zablonsky
- Ounie Lecomte : Agathe
- Michèle Foucher : mère de Louise
- Eric Daviron : dealer
- Édouard Montoute : dealer 2
- Samba Illa Ndiaye : N'Gouabi
- Éric de Roquefeuil : assistant audition

## Production

### Musique
John Cale a été contacté par Olivier Assayas à la fin d'un de ses concerts. Le réalisateur lui a demandé de composer pour des scènes choisies du film avec des exigences très définies. Quelques années après la sortie du film, le compositeur se montrera un peu frustré par cette musique, déclarant qu'il aurait souhaité « donner un vrai souffle, plus de force brute, faire une musique moins synthétique. » Il pense que les cordes jouées au synthétiseur ont un effet lassant et qu'il s'agit en quelque sorte d'une « musique de l'évitement. »